# PYLL
PYLL (z ang. potential years of life lost – potencjalne utracone lata życia) – miara względnego wpływu zgonów oraz chorób na społeczeństwo.
Liczba potencjalnych lat utraconego życia w związku z jakąś chorobą to suma liczby lat, jakich doczekałaby osoba, która umarła z powodu tej choroby, gdyby cechowała się przeciętnym dalszym trwaniem życia.